# Manuel Basté
Manuel Basté i Durán, né le 18 avril ou le 18 juin 1899 à Barcelone et mort le 4 décembre 1977 dans cette même ville, est un joueur de water-polo, un nageur et un dirigeant sportif espagnol.
Le 10 octobre 1920, Manuel Basté établit avec son club, le Club Natació Barcelona, le record d'Espagne du 4 × 200 mètres nage libre en 13 min 16 s 4.
Manuel Basté fait partie de l'équipe d'Espagne de water-polo aux Jeux olympiques d'été de 1924 à Paris ainsi qu'aux Jeux olympiques d'été de 1928 à Amsterdam. Il est par contre forfait aux Jeux olympiques d'été de 1924 en natation.
Membre du Club Natació Barcelona, il en devint ensuite le président. Il fut aussi trésorier, vice-président et président de la Fédération catalane de natation, lors de deux mandats, en 1929-1933 et 1948-1950, date à laquelle il démissionne en raison de désaccords avec la Fédération royale espagnole de natation. Il fut aussi conseiller municipal de Barcelone.